# Alla corte di re Artù
Alla corte di re Artù (Grailquest) è una serie di 8 librogame scritti da James Herbert Brennan e ambientati nel leggendario regno di re Artù. È il mago Merlino che con un incantesimo trasporta il lettore nel corpo di un giovane avventuriero. Pubblicati in lingua originale dal 1984 al 1987, sono stati introdotti in Italia dalla casa editrice Edizioni EL, che ha pubblicato tutti gli 8 libri dal 1987 al 1993.
Tratto distintivo della serie è l'umorismo, che caratterizza personaggi e situazioni. Protagonista è il giovane avventuriero Pip, impersonato dal lettore, forte e coraggioso ma incline a cacciarsi ingenuamente nei guai. Accanto a lui ci sono il mago Merlino, la spada parlante Excalibur Junior (versione ridotta della famosa Excalibur) e il grottesco Demone Poetico. I nemici da affrontare sono classici (maghi, draghi, cavalieri, morti viventi) ma anche strani al limite dell'assurdo (professori di matematica, conigli vampiri, galline carnivore e molti altri). Le avventure si svolgono prevalentemente nel Regno di Avalon, ma non mancano sconfinamenti in universi paralleli, altri piani astrali e persino nell'antica Grecia (causa errore di Merlino).

## Sistema di gioco
Il personaggio ha un numero di "punti di vita", determinati da un lancio di dadi moltiplicato per 4. Il combattimento avviene anch'esso tramite lancio di dadi, con i modificatori previsti da armi, armature e abilità speciali di Pip e degli avversari. I punti esperienza si ottengono vincendo i combattimenti e risolvendo gli indovinelli e servono per incrementare i punti di vita, mentre il denaro serve ad acquistare oggetti o a corrompere i nemici (quando possibile). L'equipaggiamento solitamente viene fornito da Merlino ma, vista la tirchieria e la distrazione del mago, non sempre sarà facile avere a disposizione gli oggetti. Infine, Pip può usare degli incantesimi insegnatigli da Merlino i quali avranno spesso un effetto collaterale.
Particolarità è recuperare punti vita dormendo, ma se tirando i dadi si otterrà un punteggio inferiore a 5 si finirà nel Regno dei Sogni e qui Pip dovrà affrontare alcune sfide che potranno avere un risultato positivo o negativo sul personaggio (spesso negativo).

## Trama
Pip è un giovane figlio di contadini nel Regno di Avalon, in Inghilterra.
Un giorno verrà portato da uomini del re in un castello di legno, dimora di Merlino, dove il mago si paleserà e incaricherà Pip di salvare la regina.
In ogni storia Merlino affiderà un compito da fare a Pip che si avventurerà in luoghi sempre più assurdi e improbabili per soddisfare le richieste del mago.
Dopo ogni storia Pip sarà conosciuto con un nuovo titolo per via delle sue imprese: Pip lo sgomina stregoni, l'ammazzadraghi, ecc...

## Elenco dei libri
1. Il Castello di Tenebra (The Castle of Darkness)
La missione consiste nel liberare la regina Ginevra e uccidere il perfido mago Ansalom, che la tiene prigioniera.
2. Caccia al Drago (The Den of Dragons)
Il compito è uccidere il terribile Drago di Ottone.
3. Nel Regno dei Morti (The Gateway of Doom) 
Pip deve chiudere l'ingresso al Regno Spettrale dei Morti, per impedire l'uscita di esseri malvagi come il Drago di Ottone.
4. Viaggio nel Terrore (Voyage of Terror) 
Bisogna sventare l'invasione dei Sassoni. Ma un errore di Merlino porta Pip in Grecia, alla ricerca del Vello d'Oro con gli Argonauti.
5. Il Regno dell'Orrore (Kingdom of Horror)
Qualcuno ha rubato Excalibur e Pip deve ritrovarla.
6. Il Regno del Caos (Realm of Chaos)
Una terribile maledizione ha colpito Avalon portando ovunque desolazione. Bisogna trovare il colpevole e far cessare il maleficio.
7. La Tomba degli Incubi (Tomb of Nightmares)
Merlino deve riscuotere dei soldi, ma il debitore è morto. Pip deve infilarsi nella tomba e trovare i soldi. Ma non sarà una passeggiata.
8. La Legione dei Morti (Legion of The Dead)
Un esercito di morti viventi minaccia Avalon, e al suo comando c'è Merlino, morto dopo una caduta da un albero. Ancora una volta Pip deve salvare il regno.